# 一つの大陸の物語シリーズ
『一つの大陸の物語シリーズ』（ひとつのたいりくのものがたりシリーズ）は、時雨沢恵一による日本のライトノベルシリーズおよびそれを原作としたメディアミックス作品。電撃文庫（メディアワークス→アスキー・メディアワークス）より2002年3月から2013年5月まで刊行された。2008年10月時点でシリーズ累計部数は250万部を記録している。本作は「一つの大陸」に存在する二つの連合国を舞台にしている。
日経BP社がインターネットで実施したアンケートを基に公表した「2003年度ライトノベルランキング」で10位を獲得している。『このライトノベルがすごい!』作品部門では2005年版で8位を獲得している。
シリーズ最初の作品である『アリソン』が2002年から2004年にかけて刊行された。その後、『アリソン』シリーズの18年後を舞台にアリソンの娘リリアを主人公とする続編『リリアとトレイズ』シリーズが2005年から2007年にかけて刊行され、またリリアの友人メグミカと彼女に想いを寄せる少年セロンを主人公としたスピンオフ『メグとセロン』シリーズが2008年から2012年にかけて刊行された。そして2013年、シリーズの完結編となる『一つの大陸の物語』の上下巻が刊行され、上巻のあとがき内でシリーズの総称が『一つの大陸の物語シリーズ』に決定したことが説明された。
コミカライズは2つ存在し、『リリアとトレイズ そして二人は旅行に行った』が『シルフ』（メディアワークス→アスキー・メディアワークス）にて2006年vol.1から2008年Vol.4まで連載された。『アリソン』が『月刊電撃コミックガオ!』（メディアワークス）にて2007年9月号より2008年3月号まで連載され、その後『月刊コミック電撃大王』（アスキー・メディアワークス）にて2008年6月号より2009年2月号まで連載された。
2008年には『アリソン』と『リリアとトレイズ』を原作としたテレビアニメ『アリソンとリリア』が放送された。同作品についても本記事で解説を行う。

## あらすじ

### アリソン
アリソン
ヴィルとアリソンはホラ吹きとして有名なお爺さんから「戦争を終わらせることができる価値がある宝の話」を聞いていた。ところが彼が役人と名乗る男によって連行されてしまう。誘拐だと見抜いた2人は、犯人を追跡していくうちにスー・ベー・イルに不法侵入する。軍用基地に忍び込み拘束されていたお爺さんから、宝のありかと彼の正体を聞いた2人は、追ってきたスー・ベー・イルの軍人・ベネディクトを味方につけついに宝を発見する。

アリソンII 真昼の夜の夢
学校の冬季研修旅行でイクス王国（イクストーヴァ）に来ていたヴィルは、自由行動中にアリソンに“誘拐”される。ベネディクトにも会い、その帰り道の途中吹雪で迷った2人は辺境の村にたどり着く。村人達に薬を飲まされ閉じ込められ、迎えにきたベネディクトと共に村のフィオナという女性の家にかくまわれる。そこでフィオナは自分の素性をアリソン達に伝え、「私を首都へ連れて行って」と訴える。3人はその告白を信じ飛行機で首都に飛び、演説中の広場へと急行する。

アリソンIII<上> ルトニを車窓から、<下> 陰謀という名の列車
ルトニ河に橋が架かり、運転が始まった大陸横断列車に乗ったアリソンたち4人。楽しい旅行になるはずだったが、車掌長や乗務員が突き落されたり殺されるという事件が発生。列車は、4人と犯人の標的と思われる人、その護衛でスー・ベー・イルの軍人ストーク少佐など一部の人間だけを乗せ、目的地へ急行する。謎の集団と遭遇するも、4人はそれぞれの長所を活かしてストーク少佐と共にそれを撃退。列車は道中のリリアーヌという街に到着し、旅は打ち切りとなる事に。その街にあった教会でベネディクトはフィオナに結婚を申し込む。そして、ヴィルの推理がストーク少佐の正体を明らかにする。

### リリアとトレイズ
I・II そして二人は旅行に行った
夏休み。アリソンが急な訓練で出かけられなくなり、リリアは遊びに来ていたトレイズを同行として旅行に出る。目的地はトルカシア国のラーチカというクウルズ内海に浮かぶ海上都市。その町のアトラクションの一つである遊覧飛行中、不時着していると思われる飛行機を見つけ助けようとしたが、リリアたちの飛行機のパイロットが撃たれ死んでしまう。その光景を目撃した2人は理由もわからないまま追われ、逃げている内にある一人の老人に出会う。彼の手引きでロクシェの首都に戻る飛行艇に乗せてもらう事になったが、その飛行艇の影には様々な組織の思惑が交差していた。

III・IV イクストーヴァの一番長い日
冬休み。リリアとアリソンは、トレイズの誘いを受けてイクスに行く事になった。大晦日の晩、リリアとトレイズは湖畔の別荘でひたすら暇な時間を過ごしていた。同じ頃、その別荘から数キロ離れた王宮の離れで、ベネディクトとフィオナは身内と限られた客人たちでパーティーをしていた。しかし年越しの瞬間、フィオナ達はテロリストと化した客人に襲われ捕まり、数人が殺されてしまう。そこから命からがら逃げ出した女性の連絡を受けたトレイズとリリアは、皆を助けるため離れに向かう。

V・VI 私の王子様
春休み。リリアは休み明けのダンスパーティーの相手を決めることができぬまま、アリソンと一緒に列車での旅行に行くことになる。一方、トレイズは婿入り話の相手であるベゼル王室のマティルダ王女の観光案内役を引き受ける羽目になってしまう。リリアとトレイズは同じ列車に乗り合わせ、その列車で突如殺人事件が発生、とてつもない陰謀に巻き込まれる。

### メグとセロン
I・II 三三〇五年の夏休み＜上・下＞
夏休み。ロクシェ首都の第四上級学校で行われる演劇部の合宿に友人のラリーとともに手伝いとして参加したセロン。そこで彼は初恋の相手・メグミカも合宿に参加していることを知り、心を弾ませる。さらに、演劇部の練習に参加すべく集まったナタリアとニコラスとも親睦を深める。
合宿2日目。顧問教師の欠席によって休日となったセロンたちのもとに新聞部のジェニーが1枚の写真を持ってきた。そこには、校内の古びた倉庫のふさがれた窓の隙間の隙間からこちらを覗く人の顔らしきものが写っていた。最初は疑っていたセロンたちもジェニーの言葉を信じて、6人で倉庫の探索を始めたのだった。
III ウレリックスの憂鬱
演劇部の合宿も残りあと4日となったある日、新生新聞部の6人は演劇部副部長のソフィアからある依頼をもちかけられる。部長・アーサーが欲しがっている"五十の蜂"を探して欲しいという依頼を受け、6人はそれぞれ調査に乗り出すのだった。
IV エアコ村連続殺人事件
演劇部の合宿終了後の第8の月。部長・ジェニーの提案により、彼女のエアコ村にある親戚の別荘で5泊6日の新聞部夏合宿を行うことになった。カメラの使い方講義やサイクリングなどで新聞部の面々は合宿を楽しんでいたが、不良少年の連続殺人事件に巻き込まれていく。
V ラリー・ヘップバーンの罠
夏休みが明け、ラリーが下級生女子・ステラから告白された。学校の中だけで付き合って欲しいと頼まれたラリーは、新聞部のメンバーに彼女を調べて欲しいと頼む。ステラには上級生の男子から付きまとわれていたと言う噂があった。
VI 第四上級学校な日々
第10の月。学校主催の部対抗オリエンテーリングが行われた。新聞部はセロン・メグミカ・ラリーとジェニー・ナタリア・ニコラスの2組に分かれて参加した。新規の部である新聞部の宣伝のため、新聞部6名は1位を目指す。そしてこの日、ラプトア共和国から1か月間の留学生がやってきた。
VII 婚約者は突然に
年は明けて三三〇六年最初の月。「新人君」からの手紙によって悩みを抱えてしまったメグミカは、親友のリリアに相談を持ちかける。時を前後して、相反する2つの依頼が新聞部に持ち込まれた。

## 登場人物

### アリソン
アリソン・ウィッティングトン
声 - 水樹奈々
ロクシェ空軍所属の飛行機乗りで階級は伍長。明るく行動力に溢れた17歳の少女。透き通るような金髪と蒼い瞳を持つ。寝相と寝起きがとても悪い。ヴィルを一途に想っているが、なかなか言い出すタイミングが無い。
軍人であった父を8歳の時に亡くし、以後12歳まで「未来の家」で育った。それ以前からベゼル語を自由に話す。高い身体能力と軍仕込みのサバイバビリティを備えている。銃による直接射撃は苦手だが、戦闘機の機銃は的確に当てられる。
アニメでは、妊娠をヴィルに告げようとした矢先に父と同じ道を選んだヴィルを、妊娠の事実を秘したまま別離の涙をこらえて、笑顔で送り出した。
名前の由来は、作者の知人の娘そのままである。
『このライトノベルがすごい！』女性キャラクター部門では2005年版で5位を獲得している。
ヴィルヘルム・シュルツ
声 - くまいもとこ
ヴィルと呼ばれている。アリソンと共に「未来の家」で育った。現在はロウ・スネイアム記念上級学校の5年生。
性格は温和でのんびり屋。子供の頃からアリソンに振り回されているが、文句も言わず付き合っている。銃の腕前はかなりのもので、カアシ祭り（射撃大会）では6位に入賞するほど。優れた頭脳と、養母であるムート譲りの鋭い洞察力と記憶力を有し、作中の謎解きは専ら彼の担当。但し恋愛事に関してはかなり鈍感であるが、彼自身もアリソンを想っている。アリソンの父に誘われ、ヴィルの名を捨て世界平和のために働く道を選ぶ。
3歳頃に「未来の家」の前に捨てられており、名前が分からなかったらしい。作中での「ヴィルヘルム・シュルツ」という名の由来は、「未来の家」の院長であるコラソン・ムートの祖父から。
名前の由来は、「ヴィルヘルム」がドイツ風ということで、「シュルツ」は「ピーナッツ」の作者「チャールズ・M・シュルツ」より。
カー・ベネディクト
声 - 山寺宏一
スー・ベー・イルの空軍少尉。24歳。凄腕のパイロット。元陸軍所属で西側の出身。
女性に声をかけることが好きで、当初はアリソンに対してもアプローチしていた。ヴィルの希望により、発見した“宝”を世界に公表することとなったため、以後は歴史的英雄として普通の生活が出来なくなってしまった。スー・ベー・イルでは「姓・名」の順であるため、「カー」が苗字。
フィオナ
声 - 能登麻美子
ロクシェの国境沿いの国・イクストーヴァ王国に住む20歳の女性。通称フィー。短い黒髪を持ち、人里離れた谷の村に住んでいる。イクス王国王女・フランチェスカの双子の妹であり、姉とはその死に目に立ち会っているが、彼女が実の姉だと気づくのは姉の死後、しばらく経ってからである。フィオナとしてのお印は右下を向いたリンネ草で、姉のものとは左右対称のお印になっている。
趣味も特技も写真撮影。普段はとても穏やかな性格だが、敵には毅然として立ち向かう強さも持ち合わせている。
名前の由来は、響きがきれいなため。
ヴィルの友人
ヴィルの同級生で不真面目だが友人思い。単位はいつも危ない。ラプトア共和国で3番目の大富豪であるエプスタイン家の御曹司。12歳の妹・ユーフェミーアがいる。
アリソンの同僚たち
ロクシェ空軍の一部隊。隊長以外は全員が軍規違反者というフランクな人たち。ロクシェ各地を転々としており、実験と称して密貿易を盛んに営んでいる。アリソンのヴィルへの想いは隊では公然のものである為、折に触れて彼女に協力している。
コラソン・ムート
声 - 藤田淑子
「未来の家」を経営していた女性。故人。会った者誰もが敬意を抱くような人物で洞察力も鋭い。ベゼル貴族の出だがロクシェに亡命したため、祖国からは裏切り者扱いされている。
トラヴァス・ラディア
声 - 津田匠子
スー・ベー・イルへ不時着したアリソンとヴィルを助けた老婦人。トラヴァス家はベゼル貴族の一つだが夫と息子達を戦争で喪い、復讐の為に緩衝地帯のすぐ近くに住んでいる。息子たちが着ていたスー・ベー・イル軍親衛隊の制服を大切に保管しており、帰るための足を探しているアリソンとヴィルに空軍基地の存在を教えて貸し与えた。また、アリソンとヴィルのやりとりから「ロクシェの人間である」と見抜いていたが最後まで黙っていた。貴族同士の繋がりでコラソン・ムートのことも多少知っている。
オスカー・ウィッティングトン
元ロクシェ陸軍少佐。アリソンの父。元々はスー・ベー・イルの軍人だった。アリソンを「未来の家」に預けた後の世界暦3277年、レストキ島（緑島）紛争中に戦死。報告書によれば、友軍兵に頭を撃たれ殺害されたとされている。アリソンの記憶ではかなり太っていた。アリソンと同じく金髪碧眼。ムート女史曰く「世界の人々に忠誠を誓った騎士」。また、ヴィル曰く彼の背中は「騎士の背中」。
ホラ吹き爺さん
声 - 家弓家正
ロクシェのラプトア共和国・ネイト地域に住む老人。ホラ吹きとして周囲に知られる。
その正体はロクシェのワルター・マクミラン元陸軍中佐であり、紛争当時の非情な作戦の指揮者であった。また、「宝」を守るためにそれを破壊しようとした部下を皆殺しにしてしまったことから、自身が英雄となることをよしとしなかった。
グラツ・アンスガー大尉
声 - 土師孝也
スー・ベー・イル陸軍の諜報部員。30代で娘が1人いる。
オーウェン・ニヒトー
声 -速水奨
イクス王国の政治家。首都・クンスト出身の45歳。6歳になる娘が1人いる。イクスの連邦からの独立反対派に属する。テロル財団経営顧問。
王宮でクーデターを起こし、前女王一家を殺害した張本人。妻子はこのことを知らなかった。
ストーク・フレン
声 - 田中秀幸
スー・ベー・イル陸軍少佐。40代。中肉中背。青い眼を持つ。変装したベネディクトやフィオナの正体を見抜くなど観察眼に優れている。その容貌は学者のような雰囲気すらあるが、任務の為ならば無関係の者を犠牲にするような非情さを有する。
その正体は陸軍情報部将校アイカシア・クロス大佐であり、更には死んだはずのアリソンの父親、オスカー・ウィッティングトンだった。

### リリアとトレイズ
リリアーヌ・アイカシア・コラソン・ウィッティングトン・シュルツ（リリア・シュルツもしくはリリアーヌ・シュルツ）
声 - 水樹奈々
前作『アリソン』の主人公アリソンとヴィルの娘。15歳。眼や髪の色は父親似の栗毛に薄茶色の瞳で、時々アリソンの蒼い目と金髪が欲しかったとぼやく。
本名はベゼル・イルトア王国連合（スー・ベー・イル）の古い風習に則っている。名前の由来は母アリソンと父ヴィルヘルムが将来を誓ったスー・ベー・イルの花の都「リリアーヌ」であり、都の名の由来はかつてスー・ベー・イルの女王であった「リリアーヌ」という強く美しく素晴らしい女性から。
子供の頃から母に違法で飛行機の操縦を教えられる。王家や貴族が話す正統なベゼル語を話すことができ、保育所に入るまではどこの家庭でも二カ国語で話しているものだと思っていた。
おとなしめの印象を与える可愛らしい容貌をもつが、性格は明朗快活。気の強いしっかり者である反面、やや直情的な面があり無茶をする事も。母親とは違い、犯罪に関しての抵抗感が強い。過去のトラウマ（アリソンが原因）から、閉所恐怖症・暗所恐怖症・金髪恐怖症。
恋愛には鈍感で、トレイズの寄せる気持ちに気付いていない。彼に対しては基本的にそっけなく、かなりぞんざいな扱いや暴言を吐くこともあるが、頼りにしている所もある。実際は無意識の内にトレイズに好意を寄せているようである。
トレイズ（トレイズ・ベイン）
声 - 吉野裕行
リリアの幼馴染。ベネディクトとフィオナの息子。16歳。母親似で黒髪に茶色の目、優しそうな印象を与える中性的で整った容貌の持ち主。名前の由来はフィオナが幼少時代世話になった医師トレーズ・ベインから。
性格は穏やかで、活発な姉のメリエルとは対照的。幼なじみのリリアに対しては、能天気かつ気障で皮肉屋な一面も見せている。長年のメリエルに負けないための鍛錬の結果、戦闘技術や銃の腕前はかなりのものになった。口下手で、どちらが兄か姉かで双子のメリエルと会う度に言い争うが、口では全く勝てない。
イクストーヴァ（イクス）王国の王子であり、慣習のためロクシェとベゼル王国のトップ以外には存在が秘されている。旅行の際に銃の使用許可が出るなど地位は王族と同様。王族ゆえにか軍人気質だからなのか、少年期のヴィルとは違い、正当防衛の為の殺人ならば躊躇なく行っている。お印は鷹。
スー・ベー・イル空軍の軍人だった父の教えで飛行機の操縦ができ、ロクシェ語・ベゼル語が話せる。これに加え、イクス王国の古語であるイクス語が話せるという特技を持つ。
リリアに王子である事と彼女への想いを伝えようとしているが、自他共に認めるヘタレであるため全く言い出せないばかりか、強気な彼女に頭が上がらない。
アリソン・ウィッティングトン・シュルツ（アリソン・シュルツ）
声 - 桑島法子
前作『[アリソン』の主人公であり、リリアの母親。35歳。ロクシェ空軍所属のテストパイロットで階級は大尉。年齢を感じさせないほどの美人。相変わらず寝起きは最悪で、飛行訓練が無い時には適当な理由をつけてサボろうとする。しかし目が覚めて仕事着に着替えると、見た目は完璧な軍人になる。今も射撃が苦手。機銃なら当たる。
トラヴァス
声 - 森川智之
スー・ベー・イル陸軍少佐。ロクシェにあるスー・ベー・イル大使館の駐在武官補で秘密情報部員。アリソンの現在の「彼氏」。
その正体は前作『アリソン』のヴィル。とある理由で「ヴィルヘルム・シュルツ」という存在を消す必要があり、ヴィルはロクシェの連邦大卒業後に列車事故で死んだことになっている。スー・ベー・イルに渡り、壁画発見の旅の際に出会ったトラヴァス・ラディアの養子として別の人生を歩むことになる。
アイカシア学校で「ストーク少佐」に教育を受けた後、現在は大使館に勤め、東西問題を解決する仕事に就きながら、全世界の平和の為にロクシェの犯罪摘発にも積極的に関与している。娘のリリアが人質にされた時にも冷静かつ客観的な視点で話すなど、冷静な判断を下せるようになった。
カー・ベネディクト
スー・ベー・イルの元軍人。42歳。誰もが知る「英雄」。トレイズとメリエルの父で、伸ばした髭は「ムサいから剃れ」と不評。行き過ぎなほど愛妻家で、人の目を気にすることなくいちゃついている。
フランチェスカ（フィオナ）
イクス王国女王。38歳。写真撮影が趣味でこっそり最新式のカメラを購入、たびたびベネディクトに見つかって怒られている。また、首相からは「押印が遅い」と愚痴をこぼされている。トレイズとメリエルの母とは思えないほど若々しい。主に白いブラウスに紺のスカートを身に着けている。
メリエル
声 - 斎藤千和
トレイズの双子で自称姉。髪と目の色はトレイズと同じ。イクス王国の王位継承者で、エーデルワイス（セイヨウウスユキソウ）の花のお印を持つ。両親が頼りないためかしっかり者で、イクス王国の将来について親よりも真剣に取り組んでいる。小さい頃から機械いじりが好きだが、機械を扱ったり操縦する事には全く興味を持たない。トレイズを「ヘタレ」と呼び出した張本人。ベゼル国のマティルダ王女と親交が深く、トレイズに彼女と結婚する事を強く勧めている。誰かに妹と言われる度に否定するが実は妹。
幼い頃トレイズがリリアの長い髪を褒めたことから、髪を伸ばすことを決めたというエピソードがある。
グラツ・アクセンティーヌ（アックス、アン）
声 - 豊口めぐみ
20代後半のスー・ベー・イルの王立陸軍特殊部隊員（中尉）。故郷はイルトア王国。トラヴァスの部下で射撃の腕はかなり良い。『アリソン』でヴィルが射殺したグラツ・アンスガー大尉の娘で、謎の人物にトラヴァスが親の仇であると聞かされ、殺意に近い憎しみを抱いている。
ウェルキンス（ウーノ）
30代のスー・ベー・イルの王立陸軍特殊部隊員（大尉）。トラヴァスの部下＆お目付け役。髪を刈り込んでいる。
ベルシュタイン・ケイン（イズマ）
20代のスー・ベー・イルの王立陸軍特殊部隊員。貴族。大叔母は華道の先生。ベゼル王国の貴族の1つであるベルシュタイン家の次期当主。
シュトラウスキー・メグミカ（メグ）
声 - 高垣彩陽
スー・ベー・イル出身。父親の仕事の関係でロクシェにやってきた。リリアより1つ年上だが同級生で親友。かなりのベゼル王室マニア。スピンオフ作『メグとセロン』のヒロイン。アサシンの末裔。
カルロ
声 - 福圓美里
ロクシェ連邦トルカシア国・ラーチカのストリートチルドレン。ボサボサの短髪でかなり胆が据わっている。10歳。トレイズ曰く「小生意気」。リリア達と出会った後に入れられた孤児院の中ではリーダー的存在で、他の子供からの信頼がとても厚い。行動力はかなりのもの。実は「カルラ」という名前の女の子だが、その名で呼ぶと怒る。リリアと会ってからはさらさらのロングに憧れるようになり、将来はそういう風になると宣言した。
エリシア・ラウリー
声 - 田中理恵
ロクシェ首都の映画会社"ラウリー・プロダクション"の24歳の若き社長。部下から「お嬢」と呼ばれると怒る。正体は『アリソンII』で死亡したオーウェン・ニヒトーの娘クレア。フィオナ達に父が殺されたようなものであることからイクス王家に復讐を誓う。父の遺志を継いでイクス王家に伝わる「宝」を手に入れる為、イクス王国の記録映画の撮影を装って王国内を調査していた。『一つの大陸の物語』では、イクス王室警護官として勤めている。
マティルダ（ヒルダ）
声 - 藤村知可
20歳、ベゼル王室の長女にして次期女王。メリエルと親しい。ロクシェ訪問の際、リリアと知り合い身分を隠したまま意気投合、友達になる。リリアとトラヴァスとの関係や、護衛の軍人の出自を見抜いたりと観察力や洞察力が鋭く、行動力も併せ持つ。身分と年齢が釣り合うような結婚相手が国内にいない事から、トレイズとの婚約話が密かにあがっている。トレイズに好意を抱いているらしい。
囚人四十二番（ウィーゼル）
スー・ベー・イル出身の連続殺人鬼。1〜18歳の可愛い男を狙うゲイであり、その男を様々な形で『愛した』後残酷な方法で殺害する異常性欲者。トラヴァス達の裏をかくほどの頭脳の持ち主。警察に捕まる前は医者をしており、周りから尊敬される人物だった。両親は自殺している。トレイズのことを性的な意味で気に入っている。監獄に入れられていた（懲役420年）が、ある人物の殺害を交換条件に秘密裏に釈放され、正体を隠してロクシェに向かう。
アニメ版ではゲイや異常性欲者などの設定はまるまる削除され、冷静沈着な性格の持ち主となっていた。
ベッサー公爵
スー・ベー・イル法務大臣。囚人四十二番を刑務所から出した。
ルネ・ポクロット（キンスキー少佐）
王立陸軍テルト基地駐在時二等兵。トラヴァス少佐の後任。父親がロクシェ人であり、2言語使える。

### メグとセロン

#### 新聞部のメンバー
シュトラウスキー・メグミカ
第四上級学校三年生の16歳の少女。愛称は「メグ」。黒髪黒目で2つに分けてお下げにしている。スー・ベー・イル出身でシュトラウスキーが名字。『リリアとトレイズ』のリリアの親友。
父親の仕事の関係で14歳の時にロクシェにやってきた。引越しの後しばらくしてから学校に転入したため、年齢はセロン達の1つ上だが学年は同じである。
性格は「正義感溢れる天然系（?）」と例えられる。一見大人しく控えめだが、芯はかなり強い。ロクシェ語をまだ十分に習得していないので発音が苦手で、自然と敬語になったり単語や文法がたまにおかしくなる。弟曰く「怒ると怖い」。
コーラス部に所属しており、部で一番の歌唱力の持ち主である。
セロン・マクスウェル
第四上級学校三年生の15歳の少年。黒い髪と灰色の瞳を持つ。母親のカレンが社長を務める大手冷凍食品会社の御曹司。リイナという4歳下の妹が1人いる（父は離婚している）。実家が遠いために学校では寮に住んでいる。
容姿端麗頭脳明晰、歌以外のほとんど全てを得意とする。優等生で性格も悪くないため女子に高い人気を誇るが告白は全て断っている。知識欲が強いらしく自分が知らないことを他人が知っていると密かに悔しがる。メグのことがきっかけとなりベゼル語を独学で習得しようと頑張っているが、苦戦している。
基本的に冷静で思考も柔軟だが、初恋の相手であるメグミカに対しての対応は奥手かつ臆病。メグに一目惚れした授業の日から夏休みまで、声をかけることもできなかった。
名前はロクシアーヌク連邦のシンボル「セロンの槍」に由来するもので、ロクシェではポピュラーな男性名という設定になっている。
ラリー・ヘップバーン
第四上級学校三年生の15歳の少年。セロンとは入学以来の大親友。短く刈った金髪と碧眼を持ち、背はやや低め。
家は古くから続く由緒正しい軍人の家系で、自身も軍人志望。6つ離れた兄がいる。立派な士官になるため毎日鍛錬し、また誰に対しても明るく接するよう心掛けている。逞しい体躯を持ち陸軍で習った格闘術や古参兵に習ったピッキングなどの技術も持つが、勉強は苦手でセロンに教えてもらっている。趣味は野外活動とキャンプと筋トレ。お茶を淹れるのが得意。また方向感覚にも優れる。
ナタリアとは幼馴染だったが本名ではなく愛称しか覚えていなかったため、当初はそのことに気付いていなかった。
ナタリア・スタインベック
第四上級学校三年生の15歳の少女。幼馴染のラリーには「ナータ」、それ以外の新聞部員には「ナーシャ」と呼ばれている。女子にしては高い身長と黒い瞳を持ち長い茶髪を後ろで結い上げて眼鏡をかけ、冷たい印象を与えるほど整った顔立ちの持ち主。かなりの大食漢かつ太らない体質でまわりを驚かせる。著名な音楽家を両親に持つ。楽器の演奏の腕は優れており本人も音楽自体は嫌いではないが、仕事にしたいとは思っていない。
親を安心させるためオーケストラ部に所属しバイオリンを弾くが、部長とは仲が悪い。
ニコラス・ブラウニング
第四上級学校三年生の15歳の少年。通称「ニック」。中性的な容姿で緑色の眼を持ち、長い茶髪を背中まで長く伸ばしている。2人の姉には女の子のように育てられた。両親とも大学教員という学者肌の家系。セロンとは1年前の乗馬の授業からの顔見知り。美形であるため、女子の人気はセロン同様とても高い。
演劇部には所属していないが、助っ人として合宿に呼ばれた。棒術にいたっては幼いころから習っているらしく、家でも練習はやっている。
ジェニー・ジョーンズ
第四上級学校三年生の15歳の少女。自称“新聞部”の部長。小柄な体格でショートカットの赤毛と薄茶の瞳。2年前は髪は長く、おとなしいお嬢様だったらしい。家はロクシェ最大の自動車会社「ジョーンズ・モーターズ」でロクシェで1、2を争う大富豪。学年トップ10から落ちたことが無く、半年でベゼル語をある程度理解できるほど聡明。
新聞部の部長で設立者でもあったが、壁新聞にあることないこと書き立てるうちに部員が全員去って部として認可されなくなったため“新聞部”を自称してゲリラ的にデタラメを書き立てて貼り付けていた。しかし、本人は最後に疑問系にしていることから嘘ではないと主張している。
演劇部での夏季合宿を機に知り合ったメグミカ、セロン、ラリー、ナタリア、ニコラスの5人が入部することになり、ナタリアが副部長、セロンが会計になった。
ラプトアからの留学生
6巻登場。1か月間、第四上級学校に留学することになった生徒。名前、容姿、性別の描写はされていない。一人称は「私」。1か月間の思い出作りのため、新聞部に短期入部する。新聞部からは「新人君」と呼ばれる。

#### 第四上級学校生徒
ソフィア・ウレリックス
第四上級学校五年生。演劇部の副部長。首都に本社を構える「ウレリックス不動産」の令嬢。アーサーとは長いつきあいで、彼に片思いしている。
アーサー・シアーズ
第四上級学校五年生で演劇部の新部長。気弱そうな風貌でメガネを掛けている。
演劇部の部長は本来ソフィアがなるはずだったが、前年度の間に部長が交代したために、部長は男女が交互に勤めるという部の慣例から彼が部長となった。そのため、ソフィアに負い目を感じている。
家は189年続く老舗の菓子屋で、その家業を継ぎ次代にしっかりと引き渡す事が夢である。
ステラ・ホイットフィールド
第四上級学校二年生。腕時計メーカーのホイットフィールド社の一人娘。ラリーに告白し、学校内では周囲に見せつけるようにラリーと仲睦まじい様子を見せる。
だがそれはライナスがホイットフィールド社が開催する時計コンテストで入賞するまでの隠れ蓑でしかなく、本当はライナスと相思相愛の仲であった。だが両者の祖父の関係が修復されていないことから、家族にライナスのことが伝わらないようにと考えたことであった。
ライナス・フランシス
ステラに付きまとっていたと言う噂があった生徒で学年は六年。ゴリラと称されるほどたくましい体躯だが反して性格は気弱で、細かな作業を得意しており、楽器の修理もこなせる。
実はステラとははとこの関係にあり、彼の祖父とステラの祖父が兄弟関係にある。ステラとは相思相愛の仲だが、昔祖父が起こしたお家騒動のために公言できずにいた。
ウィルキンソン
第四上級学校六年生。スキー部部長。設立当時は人気だったが、現在は活動中の者が3名のみになってしまったスキー部の名を知らしめるため、セロン達と同じくオリエンテーリングで1位を狙う。運動は得意だが勉強は苦手な様子。
眼鏡をかけた栗毛の男子生徒・黒髪短髪の女子生徒
ウィルキンソンと参加したスキー部部員。どちらもウィルキンソンと同じく六年生。両者ともに名前は不明。ウィルキンソンと同じく勉強は苦手な様子。
ブリジット・アーミテイジ
第四上級学校六年生で裁縫部の副部長。許嫁のケネス・エインズワースがモラルハラスメントを行ってくるので別れるために証拠が欲しいと新聞部に依頼してくる。実家は北の大通りにある"ドレスのアーミテイジ"でウェディングドレスが有名。
ケネス・エインズワース
第四上級学校六年生で寮生。四・五年生の時はレジデントアシスタントをしており、周りからは"とても優しくて、とても頭が切れる人"と思われている。また、写真が趣味でなかなかの腕前。許嫁のブリジット・アーミテイジが浮気をしているため、証拠写真を撮るよう新聞部に依頼してくる。実家はドラード共和国の老舗宝石商"オースティン＆アマビスカ"。
レナ・ポートマン
第四上級学校五年生でオーケストラ部の部長。資産家の令嬢。他人への当たりが強く部員達から恐れられている上、初対面でメグミカのロクシェ語が不完全だった事から侮辱ともとれる言い方でコーラス部員としての力量に疑問を呈している。

#### 第四上級学校教師
マーク・マードック
第四上級学校の男性国語教師。温厚な性格の50代。演劇部の夏合宿期間中の当直担当。若いころは軍人であった。
レニー・クランツ
第四上級学校に勤める女性家庭科教師で演劇部顧問。30代。

#### エアコ村
ニール・ロックスミス
エアコ村に住む11歳の少年。そばかす顔に短い栗毛。職業訓練校に通っている。ジェニーとは顔見知りであり「ジー・ジー」と呼んでいた。
村の不良グループに入りたいがまだ何処にも入れておらず、それ故にどのグループとも接触できる。村で不良の若者が殺される事件が起き、各グループの対立が激化しそうな雰囲気を感じてセロン達に助けを求めた。
ハンナ・ローレンス
エアコ村に住む老婦人。品の良い風貌をした80代。たくさんの花に囲まれたこぢんまりとした家に暮らしている。
40年前からロクシェの法務大臣を歴史上最も長く務めたフェルディナンド・ローレンスの妻。夫には先立たれており、娘と孫もアウトバーン（高速道路）の事故で亡くした。本人も癌にかかっている。
指名手配犯と知りつつハンプルトンをある目的のために雇い入れた。
ハンプルトン
ローレンス夫人の家に住み込みで働く庭師。見た目の年齢は50代ほど。頭が半分禿て痩せており気の弱い印象を受ける男。
本名はジェームス・エイド。14人以上を殺した凄腕の殺し屋で指名手配犯。仕事以外で殺人をした事は無い。癌に掛かっており死期を悟っている。
ルーフ夫妻
エアコ村にあるジョーンズ家の別荘の管理人。共に50代くらい。ややふくよかで人当たりの良い印象がある。
ジェニーは親戚のおじおばのように慕っている。

#### その他の登場人物
セオドア・ハートネット
連邦警察捜査員の若い男。黒髪のショートヘアで鋭い目付きをしている。ラリーを軽くあしらうほどの格闘の達人。最初は荒っぽい口調だったが、その後は砕けた喋り方をしている。
セロンらと最初に会ったときは修繕会社の男性作業員を装っていたが、実際は捜査目的で来ていた。事件の後に警察が干渉しにくい第四上級学校の捜査協力を新聞部に要請しに来て約束を取り付けた。
エアコ村に指名手配犯を追って来た際にセロンらと再会している。
エドワード・カーツ
ジェニーのボディーガード兼運転手の男性。40代過ぎ。短い茶髪で長身の逞しい体をしている。ユーモアのセンスもかなりの物である。
エルザ・リトナー
ジェニーのボディーガード。短い黒髪をした20代後半の女性。
リサ・ヴェルヴェット
実家から帰る寝台列車でセロンと同席した女性。実家はロクシェ西部にあるニャシャム共和国で石油卸業を営んでおり、お金持ちのお嬢様。趣味は旅行。

## 世界設定
物語の舞台は大きな大陸が一つだけある世界となっている。暦は世界暦。
大陸のある惑星はその約9割が海であり、両極は氷におおわれている。衛星は1つで、月と呼ばれる。この月は公転周期が8日と短く、かなりの大きさを持っているように見える。白い月は反射率が高く、満月の時には夜でも農作業もできるほどの明るさとなる。さらに、この月は頻繁に皆既日食を起こす。その際は昼間にもかかわらず星が見えるほど暗くなり、ロクシェ語（後述）では「真昼の夜」「夜」とも呼称される（逆に皆既月食は「夜の昼の夜」とも呼ばれる）。
大陸は惑星の北半球に位置し、低緯度地方は砂漠地帯、高緯度になるほどに木々が多くなる。最南端は赤道付近、最北端は北緯60度ほどに達する。形はジャガイモに似たいびつな楕円形。またそのほぼ中央を、北緯30度弱までは中央山脈によって、それよりも北はルトニ河によって二分されている。中央山脈のほとんどは1万メートル級の山だが、大陸の他の部分には大きな起伏はなく、平坦な土地が続いている。
大山脈と大河によって、川の両岸どうしの交易は発達しなかった。また人類の起源をめぐり、ルトニ河を挟んでロクシアーヌク連邦とベゼル・イルトア王国連合（いずれも後述）の戦争が長きにわたって続いていた。だがそれも『アリソン』での壁画発見によって終結し、両国は和解。『リリアとトレイズ』時点では、列車や飛行機を利用した交流がされている。また、宗教上の理由による対立などはない様子。

### 国家・地名

#### ロクシアーヌク連邦
通称ロクシェ。以降もそう記述する。
ルトニ河の東岸に位置する、14の国と2つの特別地域の連合体。物語はほとんどロクシェにて展開する。
約200年前に成立した。セロンの槍と呼ばれる文様が正式紋章。名前の後に姓が来る。公用語のロクシェ語は、首都特別地域の周辺の文字と言葉を基にした人工言語。かつては構成国それぞれの国の言葉があったが（イクス語、カスナ語、ラプトア語など）、現在ではすべて廃れている。またそれぞれの構成国は独自の警察機構を持ち、国境をまたいだ事件には連邦警察が対応する。車は右側通行で運手席は左側にある。免許は二輪が14歳、四輪が16歳から取得できる。飲酒は20歳から可能。個人での武器所有が認められている。
判明しているロクシェ構成国・地域は以下の通り。
首都特別地域
ロクシェの首都。単に「首都」と言う場合、通常は構成国の首都ではなくこちらを指す。大陸北東部に位置する、どの構成国にも属さない独立地域。直径30kmほどの円形で、中心部は官庁街、商業街、周縁部はアパートの立ち並ぶ住宅地となっている。北からの乾いた風で夏は過ごしやすく、季節風と海流で冬の寒さも緯度の割には厳しくない。
イクス王国
単にイクスとも呼ぶ。以降はそう記述する。現地名はイクストーヴァ。首都はクンスト。中央山脈にある、ロクシェ最西端にしてロクシェ唯一の山岳国。険しい山と氷河による深い谷が目立つ。町は、標高1500mにある長さ100km、幅数十kmのラス湖の岸に2つほど。山奥などの小規模な集落で暮らす者も多い。
ロクシェともベゼル・イルトア王国連合とも交流を持たずに過ごしてきたが、ロクシェ成立時言語を理由に最後まで反対しつつも加盟した。
王族は子供を1人しか生まず、その子供が王位を継承する。その慣習のため、双子として生まれた者は、どちらか1人のみが王族として遇されることとなっている。
酪農と林業、ラス湖での漁業のほかに、金細工で有名。その精巧な細工品は高く評価される。また観光客が多数訪れ、それも国の収入源となっている。
また、フィー（フランチェスカまたはフィオナ）、トレイズ、メリエルの生まれ故郷でもある。
イクストーヴァ回廊
人間には越えられないとされてきた中央山脈に存在する長い谷間で、これを使用すれば、東西を行き来することが出来る。イクス王国は、これが戦争に利用されるのを避けるため、この回廊の存在を隠し、王家の秘密としてきた。しかし戦争の危機が去ったこともあり、世界暦3306年に公表された。
ラプトア共和国
首都はラプトア。南端のエリサテ市は中央山脈のお膝元とも。ヴィルの通う上級学校はこの国のネイト地域にある。
古都のカアシでは射撃大会が開催され、そこでの入賞は全国的に栄誉なことである。
トルカシア国
首都から南西に600kmほどの場所から領土が始まる。東西1200km、南北500kmのロクシェ最大の湖・クウルズ海の南岸に街がある。1500年ほど前に初代トルカシア国が成立した。クウルズ海の水上都市ラーチカは有名な観光地である。一方国全体としては貧困国で、養子の斡旋を装って孤児を首都へ"輸出"している犯罪組織が暗躍している。
ニャシャム共和国
ラプトア共和国の北でルトニ河に接する東西国境の国。
ロル国
ニャシャム共和国の北にある。ルトニ河の河口に位置し、巨大なデルタ地帯が形成されているのがみられる。
ドラード共和国
首都の北側に隣接している国。首都との境界付近は首都への通勤者が住むベッドタウンとなっている。首都の富裕層の別荘地となっている風光明媚なエアコ村や、豪華な村営結婚式場で知られるパルクホ村がある。

#### ベゼル・イルトア王国連合
通称スー・ベー・イル。以降もそう記述する。
ルトニ河西岸にある、ベゼルとイルトアの2つの王国、そしてそれに付随するいくつかの小国によってなる。首都はスフレストス。公用語はベゼル語。曲げ短刀という正式紋章がある。スー・ベー・イル人のフルネームは「自分の正式な名前・母親の親の姓・父親の親の姓・母親の旧姓・今の姓（父親の姓）」となるが、これは3305年頃には古い風習となっており、名前と姓が逆転し「今の姓・自分の名前（略称可）」となる形式を正式なフルネームとしているのが一般的である。
レストキ島 / 緑島
ルトニ河に浮かぶ島で、河口付近以外では唯一の島である。レストキ島はロクシェでの、緑島はスー・ベー・イルでの呼び名である。
世界暦3277年の春からおよそ1年間にわたり、相手側に攻め入る足掛かりとしてこの島をめぐった紛争があった。その紛争は多くの死者を出しながらも最終的にはうやむやのうちに停戦となり、現在は両国どちらの所有でもない。

### 組織
未来の家
スー・ベー・イルの貴族のコラソン・ムートが、ロクシェのラプトア共和国で経営していた戦争孤児院。アリソンとヴィルが育った場所。
ロウ・スネイアム記念上級学校
ヴィルヘルム・シュルツが通っていたラプトア共和国の上級学校。農村地帯の真っ只中にある。生徒数約1000名。
第四上級学校
ロクシェの学校の一つで、中学・高校が同一になった6年制の学校。生徒数約1000名。約600メートル四方。首都特別地域に存在し（北を十二時とすると九時半の位置）、主に大学への進学を希望する学生が在籍している。カリキュラムは単位制で、各学生が好きな教科をレベルの低いものから順に習得することができる。
ロクシアーヌク連邦軍
ロクシェの軍隊。ロクシェ軍、連邦軍などと呼称される。ロクシェ語成立の大きな理由はこの軍の設立に際し、各構成国から集められた兵士について言語の統一が必要だったため。
戦争中に使用されていた武器の大半はテロル鉄鋼が製造した物であった。そのためテロル鉄鋼の総帥ゴーティエ・テロルは自分の力でロクシェは戦争に勝てると考えていた。戦後も武器開発は継続されている。
ベゼル・イルトア王国連合軍
スー・ベー・イルの軍隊。連合軍、王立軍などと呼称される。なお、軍内には高級貴族の子女のみが入隊を許される「ベゼル王室親衛隊」というものも存在し、隊員は階級の如何に関わらず一般将兵に優越する。

## 既刊一覧

### 小説
- 時雨沢恵一（著）・黒星紅白（イラスト） 『一つの大陸の物語シリーズ』 メディアワークス→アスキー・メディアワークス〈電撃文庫〉、全19巻
  - 『アリソン』、2002年3月25日初版発行（3月10日発売[10]）、ISBN 4-8402-2060-3
  - 『アリソンII 真昼の夜の夢』、2003年3月25日初版発行（3月10日発売[11]）、ISBN 4-8402-2307-6
  - 『アリソンIII〈上〉 ルトニを車窓から』、2004年3月25日初版発行（3月10日発売[12]）、ISBN 4-8402-2629-6
  - 『アリソンIII〈下〉 陰謀という名の列車』、2004年5月25日初版発行（5月10日発売[13]）、ISBN 4-8402-2681-4
  - 『リリアとトレイズI そして二人は旅行に行った〈上〉』、2005年3月25日初版発行（3月10日発売[14]）、ISBN 4-8402-2993-7
  - 『リリアとトレイズII そして二人は旅行に行った〈下〉』、2005年5月25日初版発行（5月10日発売[15]）、ISBN 4-8402-3037-4
  - 『リリアとトレイズIII イクストーヴァの一番長い日〈上〉』、2006年3月25日初版発行（3月10日発売[16]）、ISBN 4-8402-3342-X
  - 『リリアとトレイズIV イクストーヴァの一番長い日〈下〉』、2006年5月25日初版発行（5月10日発売[17]）、ISBN 4-8402-3427-2
  - 『リリアとトレイズV 私の王子様〈上〉』、2007年3月25日初版発行（3月10日発売[18]、ISBN 978-4-8402-3754-3
  - 『リリアとトレイズVI 私の王子様〈下〉』、2007年4月25日初版発行（4月10日発売[19]）、ISBN 978-4-8402-3800-7
  - 『メグとセロン I 三三〇五年の夏休み〈上〉』、2008年3月25日初版発行（3月10日発売[20]）、ISBN 978-4-8402-4184-7
  - 『メグとセロン II 三三〇五年の夏休み〈下〉』、2008年5月10日初版発行（同日発売[21]）、ISBN 978-4-04-867062-3
  - 『メグとセロン III ウレリックスの憂鬱』、2008年7月10日初版発行（同日発売[22]）、ISBN 978-4-04-867126-2
  - 『メグとセロン IV エアコ村連続殺人事件』、2009年3月10日初版発行（同日発売[23]）、ISBN 978-4-04-867592-5
  - 『メグとセロン V ラリー･ヘップバーンの罠』、2010年3月10日初版発行（同日発売[24]）、ISBN 978-4-04-868392-0
  - 『メグとセロン VI 第四上級学校な日々』、2011年3月10日初版発行（同日発売[25]）、ISBN 978-4-04-870386-4
  - 『メグとセロン VII 婚約者は突然に』、2012年5月10日初版発行（同日発売[26]）、ISBN 978-4-04-886596-8
  - 『一つの大陸の物語〈上〉〜アリソンとヴィルとリリアとトレイズとメグとセロンとその他〜』、2013年3月10日初版発行（同日発売[27]）、ISBN 978-4-04-891438-3
  - 『一つの大陸の物語〈下〉〜アリソンとヴィルとリリアとトレイズとメグとセロンとその他〜』、2013年5月10日初版発行（同日発売[28]）、ISBN 978-4-04-891600-4

### 漫画
- 時雨沢恵一（原作）・黒星紅白（キャラクター原案）・晴瀬ひろき（作画） 『リリアとトレイズ そして二人は旅行に行った』 アスキー・メディアワークス〈電撃コミックス〉、全2巻
  1. 2008年4月26日発売[29]、ISBN 978-4-04-867052-4
  2. 2009年2月27日発売[30]、ISBN 978-4-04-867635-9
- 時雨沢恵一（原作）・黒星紅白（キャラクター原案）・晴瀬ひろき（作画） 『アリソン』 アスキー・メディアワークス〈電撃コミックス〉、全2巻
  1. 2008年4月26日発売[31]、ISBN 978-4-04-867044-9
  2. 2009年2月27日発売[32]、ISBN 978-4-04-867716-5

## テレビアニメ
『アリソンとリリア』は、『アリソン』と『リリアとトレイズ』を原作としたテレビアニメ作品。2007年10月にアニメ化が発表され、NHK・BS2にて2008年4月から同年10月まで放送された。

### スタッフ
- 原作 - 時雨沢恵一[6]
- メインキャラクター原案 - 黒星紅白[6]
- 監督・絵コンテ - 西田正義
- シリーズ構成 - 待田堂子[6]
- キャラクターデザイン・総作画監督 - 瀬谷新二[6]
- メカデザイン - 中島利洋[6]
- 美術監督 - 斉藤雅己[6]→西田稔、柴田正人[6]
- 3D監督 - 河口俊夫、ヨシダミキ
- メカ作画監督 - 中川航
- 色彩設計 - 川添恵[6]
- 撮影監督 - 斉藤めぐみ[6]
- 編集 - 内田渉
- 音響監督 - 三間雅文
- 音楽 - 村井秀清
- プロデューサー - 宮川みちよ、大庭靖之、下河原郁子、二方由紀子、小山直子、坂本秀昭
- アニメーションプロデューサー - 宇田川純男、武藤貴彦
- アニメーション制作協力 - 手塚プロダクション
- アニメーション制作 - マッドハウス[6]
- 製作 - 「アリソンとリリア」製作委員会

### 主題歌
オープニングテーマ「溜め息の橋」
歌・作詞 - 湯川潮音 / 作曲 - 栗原正己 / 演奏 - 栗コーダーカルテット
エンディングテーマ「サヨナラのおまじない」
歌・作詞 - 松本素生 (GOING UNDER GROUND) / 作曲 - 近藤研二 / 演奏 - 栗コーダーカルテット
挿入歌「UBERS MEER」
作詞 - S.S.kowalewski / 作曲 - 村井秀清 / 編曲 - Minako"mooki"obata

### 各話リスト
| 話数   | サブタイトル             | 脚本             | 演出           | 作画監督   |
| ------ | ------------------------ | ---------------- | -------------- | ---------- |
| 第1話  | アリソンとヴィル         | 待田堂子         | 吉村文宏       | 瀬谷新二   |
| 第2話  | 敵国へ!                  | 待田堂子         | 鈴木卓夫       | 斉藤圭太   |
| 第3話  | ワルターの戦い           | 谷村典子         | 長岡義孝       | 篠原隆     |
| 第4話  | 二人のいる世界           | 長津晴子         | 吉村文宏       | 高柳久美子 |
| 第5話  | 閉ざされた森             | ふでやすかずゆき | 鈴木幸雄       | 宍倉敏     |
| 第6話  | フィオナの谷             | ふでやすかずゆき | 牧野吉高       | 金子匡邦   |
| 第7話  | 託された者たち           | 谷村典子         | 鈴木卓夫       | 片山みゆき |
| 第8話  | 王女様と英雄             | 長津晴子         | 吉村文宏       | 飯島明     |
| 第9話  | 元戦場に架かる橋         | ふでやすかずゆき | 山田徹         | 佐久間健   |
| 第10話 | 陰謀という名の列車       | ふでやすかずゆき | 鈴木幸雄       | 宍倉敏     |
| 第11話 | 装甲車に向って撃て       | ふでやすかずゆき | 吉村文宏       | 斉藤圭太   |
| 第12話 | リリアーヌの長い一日     | 谷村典子         | 牧野吉高       | 金子匡邦   |
| 第13話 | そして二人は             | 待田堂子         | 鈴木卓夫       | 高柳久美子 |
| 第14話 | リリアとトレイズ         | 長津晴子         | 鈴木幸雄       | 宍倉敏     |
| 第15話 | 遭難!                    | 谷村典子         | 向井正浩       | 片山みゆき |
| 第16話 | チャリティー飛行艇       | 谷村典子         | 吉村文宏       | 篠原隆     |
| 第17話 | 大義の翼                 | ふでやすかずゆき | 鈴木卓夫       | 木村紀将   |
| 第18話 | ご褒美のキス             | ふでやすかずゆき | 山田徹         | 藤田正幸   |
| 第19話 | 冬のイクストーヴァ       | 長津晴子         | 鈴木幸雄       | 田中正之   |
| 第20話 | 悪夢の初夢               | 長津晴子         | 牧野吉高       | 山本真嗣   |
| 第21話 | 宿命の父娘（おやこ）     | 谷村典子         | 吉村文宏       | 高柳久美子 |
| 第22話 | 明かされた秘宝           | 谷村典子         | いわもとやすお | 田中正之   |
| 第23話 | 偶然の旅行者たち         | ふでやすかずゆき | 鈴木卓夫       | 斉藤圭太   |
| 第24話 | 列車大作戦               | ふでやすかずゆき | 吉村文宏       | 片山みゆき |
| 第25話 | 犯人は密（ひそ）かに笑う | 長津晴子         | 石踊宏         | 藤田正幸   |
| 第26話 | 私の王子様               | 長津晴子         | いわもとやすお | 宍倉敏     |

### 放送局
| 放送地域 | 放送局        | 放送期間                     | 放送日時           | 備考              |
| -------- | ------------- | ---------------------------- | ------------------ | ----------------- |
| 日本全域 | NHK BS2       | 2008年4月3日 - 10月2日       | 木曜 23:32 - 23:57 | 衛星アニメ劇場 枠 |
| 日本全域 | NHK教育テレビ | 2008年10月4日 - 2009年4月4日 | 土曜 9:25 - 9:50   |                   |
| 日本全域 | AT-X          | 2013年5月27日 -              | 月曜 22:30 - 23:00 |                   |

| NHK BS2 衛星アニメ劇場 木曜 23:32 - 23:57枠 | NHK BS2 衛星アニメ劇場 木曜 23:32 - 23:57枠 | NHK BS2 衛星アニメ劇場 木曜 23:32 - 23:57枠 |
| 前番組                                      | 番組名                                      | 次番組                                      |
| ------------------------------------------- | ------------------------------------------- | ------------------------------------------- |
| 枠未開設                                    | アリソンとリリア                            | TYTANIA -タイタニア-                        |
| NHK教育テレビ 土曜 9:25 - 9:50枠            |                                             |                                             |
| ---                                         | アリソンとリリア                            | 今日からマ王！（第3シリーズ）               |

### ドラマCD
ジェネオンエンタテインメントより発売
- アリソンとリリア ドラマCD I 〜アリソンとヴィル Another Story〜（2008年6月25日発売）
  1. ドラマ「フィオナの結婚」
  2. 空になる翼（歌：アリソン（水樹奈々）)
  3. ドラマ「ピクニック・アット・裏山」
  4. 太陽の瞳（歌：ヴィル（くまいもとこ））
- アリソンとリリア ドラマCD II 〜リリアとトレイズ Another Story〜（2008年9月26日発売）
  1. ドラマ「マジ好きッス」
  2. 約束のかたち（歌：リリア（水樹奈々）)
  3. ドラマ「ひとりの男とふたりの女」
  4. Scene（歌：トレイズ（吉野裕行））

### サウンドトラック
ジェネオンエンタテインメントより発売
アリソンとリリア オリジナルサウンドトラックI
2008年7月25日発売。
アリソンとリリア オリジナルサウンドトラック2
2008年10月24日発売。

## ラジオドラマ
「電撃大賞」内で2004年4月3日と10日にラジオドラマとして放送。後に様々な特典を付けて『アリソン SPECIALBOXドラマCD』として発売。

### 登場人物・声の出演
- アリソン・ウィッティングトン - 桑島法子
- ヴィルヘルム・シュルツ - 喜安浩平
- カー・ベネディクト - 子安武人
- ホラ吹き爺さん - 麦人
- トラヴァス・ラディア - 冬馬由美
- ノーマ  - 辻桃子
- ノト大佐 - 稲田徹
- エルクーブ大佐 - 山本圭一郎
- グラツ大尉 - 徳山靖彦